# HD117683
HD117683 — хімічно пекулярна зоря спектрального класу
A2 й має видиму зоряну величину в смузі V приблизно  9,1.